# Chactas brevicaudatus
Espèce
Synonymes
- Hormurus brevicaudatus Karsch, 1879

Chactas brevicaudatus est une espèce de scorpions de la famille des Chactidae.

## Distribution
Cette espèce est endémique du département de Magdalena en Colombie. Elle se rencontre au niveau de la mer au pied de la Sierra Nevada de Santa Marta.

## Description
L'holotype mesure 27 mm.

## Systématique et taxinomie
Cette espèce a été décrite sous le protonyme Hormurus brevicaudatus par Karsch en 1879. Elle est placée dans le genre Chactas par Karsch en 1879.

## Publication originale
- Karsch, 1879 : Sieben neue Arachniden von St Martha. Entomologische Zeitung, vol. 40, p. 106-109 (texte intégral).